# Озёрный (Краснодарский край)
Озерный — посёлок в Кавказском районе Краснодарского края. 
Входит в состав сельского поселения им. М.Горького.

## География

### Улицы
| - пер. Короткий, - ул. 8 Марта, - ул. Дальняя, - ул. Заречная, - ул. Зелёная, - ул. Кирпичная, - ул. Кривая, | - ул. Огородная 1-я, - ул. Первомайская, - ул. Полевая, - ул. Речная, - ул. Северная, - ул. Солнечная, - ул. Шелковичная. |

## Население
| 2002 | 2010 |
| ---- | ---- |
| 490  | ↗534 |